# Maximilian Emil Hehl

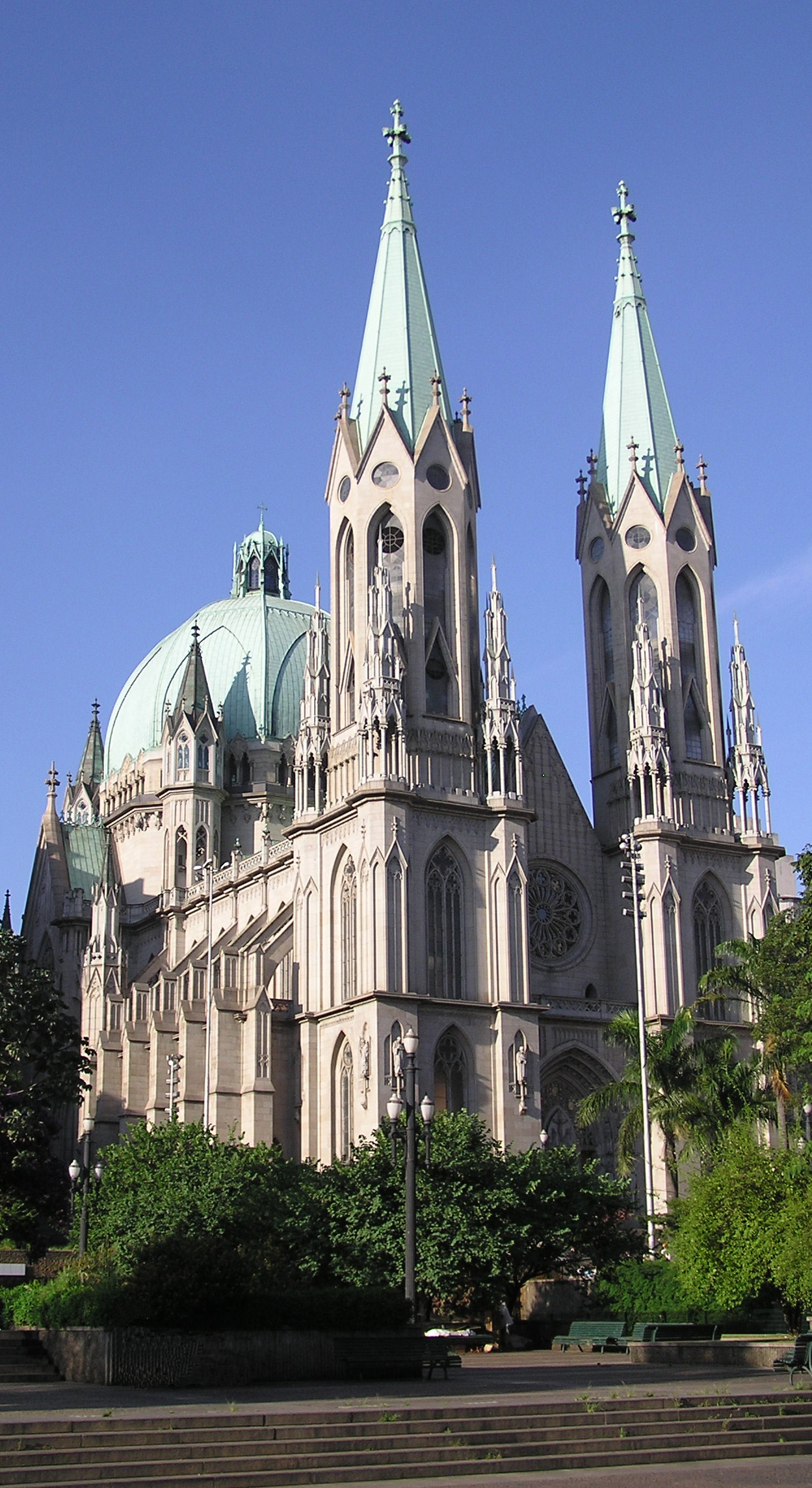
Kathedrale von São Paulo

Maximilian Emil Hehl (* 17. September 1861 in Kassel; † 27. August 1916 in Santos, Brasilien) war ein deutsch-brasilianischer Ingenieur und Kirchenarchitekt.
Maximilian Hehl war ein Sohn des Inspektors der Höheren Gewerbeschule in Kassel, Johannes Hehl (1800–1884), sein Bruder war der Kirchenarchitekt Christoph Hehl (1847–1911). Er studierte Ingenieurwesen an der Königlichen Technischen Hochschule in Hannover, bevor er 1888 nach Brasilien ging, um im Eisenbahnbau in Minas Gerais zu arbeiten. Später zog er nach Sao Paulo, wo er 1898 Professor an der Polytechnischen Schule der Universität von Sao Paulo wurde.
Als Architekt war Hehl unter anderem für die Entwürfe der Kathedrale da Sé und der Kirche Nossa Senhora da Consolação in São Paulo sowie der Kathedrale und der St.-Antonius-Basilika in Santos verantwortlich, die er alle im neugotischen Stil gestaltete. Hinzu kamen andere öffentliche Bauten.